# Лаша (Гродненская область)
Ла́ша (бел. Ла́ша) — деревня в Индурском сельсовете Гродненского района Гродненской области Белоруссии. Находится на дороге между агрогородком Индура и деревней Сухая Долина. Около деревни протекают речки Горница и Лошанка. В деревне функционирует мемориальный музей Е.Карского.

## Достопримечательность
- Свято-Николаевская церковь

## Известные уроженцы
- Карский, Евфимий Фёдорович
- Соломова, Ольга Иосифовна